# Ка-8
Ка-8 е свръхлек съветски хеликоптер, създаден от талантливия руски веролетен конструктор на хеликоптери Николай Камов. Машината е първият негов хеликоптер.

## История
До създаването на КБ Камов през 1948 г., конструкторът създава поредица от автожири, последният от които е обозначен А-7-3а. През 1945 г. Камов създава първия си свръхлек хеликоптер, получил обозначението Ка-8.
Ка-8 прави първия си полет на 12 ноември 1947 г. През 1948 г. е представен на въздушния парад в Тушино, близо до Москва. Построени са само три машини.

## Тактико-технически характеристики
Хеликоптерът е изграден по открита схема. Съставен е от две гондоли, изпълняващи ролята на горивни резервоари, които са свързани по между си от рамкова конструкция. Именно върху нея са закрепени двигателят и коаксиалният ротор, задвижващ два съосни тривитлови носещи винта. Мястото на пилота се намира зад ротора.
Машината е снабдена с мотоциклетен двигател ПД М-76 с мощност 27 к.с. (20 kW).

## Модификации
- Ка-10М – модификация на Ка-8 с по-големи габари и по-мощен двигател АИ-4В - 55 к.с. (41 КВ). Съгласно класификацията на НАТО машината получава обозначението „Hat“.